# Giải bóng đá vô địch quốc gia Đức 2016–17
Giải bóng đá vô địch quốc gia Đức 2016–17 (Bundesliga 2016-17) là mùa giải thứ 54 của Giải bóng đá vô địch quốc gia Đức, giải bóng đá hàng đầu của nước Đức. Giải bắt đầu vào ngày 26 tháng 8 năm 2016 và kết thúc vào ngày 20 tháng 5 năm 2017. Bayern Munich là đương kim vô địch. Lịch thi đấu cho mùa giải 2016-17 được công bố vào ngày 29 tháng 6 năm 2016.
Bayern Munich giành chức vô địch Bundesliga thứ 26 của họ trước 3 vòng đấu, trở thành đội bóng đầu tiên giành 5 chức vô địch liên tiếp. RB Leipzig trở thành đội á quân, chỉ một năm sau khi thăng hạng mùa giải trước từ 2. Bundesliga 2015-16.

## Bảng xếp hạng
| VT | Đội                      | ST | T  | H  | B  | BT | BB | HS  | Đ  | Giành quyền tham dự hoặc xuống hạng    |
| -- | ------------------------ | -- | -- | -- | -- | -- | -- | --- | -- | -------------------------------------- |
| 1  | Bayern Munich (C)        | 34 | 25 | 7  | 2  | 89 | 22 | +67 | 82 | Lọt vào vòng bảng Champions League     |
| 2  | RB Leipzig               | 34 | 20 | 7  | 7  | 66 | 39 | +27 | 67 | Lọt vào vòng bảng Champions League     |
| 3  | Borussia Dortmund        | 34 | 18 | 10 | 6  | 72 | 40 | +32 | 64 | Lọt vào vòng bảng Champions League     |
| 4  | 1899 Hoffenheim          | 34 | 16 | 14 | 4  | 64 | 37 | +27 | 62 | Lọt vào vòng play-off Champions League |
| 5  | 1. FC Köln               | 34 | 12 | 13 | 9  | 51 | 42 | +9  | 49 | Lọt vào vòng bảng Europa League        |
| 6  | Hertha BSC               | 34 | 15 | 4  | 15 | 43 | 47 | −4  | 49 | Lọt vào vòng bảng Europa League        |
| 7  | SC Freiburg              | 34 | 14 | 6  | 14 | 42 | 60 | −18 | 48 | Lọt vào vòng loại thứ ba Europa League |
| 8  | Werder Bremen            | 34 | 13 | 6  | 15 | 61 | 64 | −3  | 45 |                                        |
| 9  | Borussia Mönchengladbach | 34 | 12 | 9  | 13 | 45 | 49 | −4  | 45 |                                        |
| 10 | Schalke 04               | 34 | 11 | 10 | 13 | 45 | 40 | +5  | 43 |                                        |
| 11 | Eintracht Frankfurt      | 34 | 11 | 9  | 14 | 36 | 43 | −7  | 42 |                                        |
| 12 | Bayer Leverkusen         | 34 | 11 | 8  | 15 | 53 | 55 | −2  | 41 |                                        |
| 13 | FC Augsburg              | 34 | 9  | 11 | 14 | 35 | 51 | −16 | 38 |                                        |
| 14 | Hamburger SV             | 34 | 10 | 8  | 16 | 33 | 61 | −28 | 38 |                                        |
| 15 | Mainz 05                 | 34 | 10 | 7  | 17 | 44 | 55 | −11 | 37 |                                        |
| 16 | VfL Wolfsburg (O)        | 34 | 10 | 7  | 17 | 34 | 52 | −18 | 37 | Lọt vào vòng play-off xuống hạng       |
| 17 | FC Ingolstadt (R)        | 34 | 8  | 8  | 18 | 36 | 57 | −21 | 32 | Xuống hạng đến 2. Bundesliga           |
| 18 | Darmstadt 98 (R)         | 34 | 7  | 4  | 23 | 28 | 63 | −35 | 25 | Xuống hạng đến 2. Bundesliga           |

1. 1 2  Vì đội vô địch của DFB-Pokal 2016-17, Borussia Dortmund, lọt vào Champions League dựa trên vị trí bảng xếp hạng, suất dự vòng bảng Europa League được chuyển sang cho đội đứng thứ sáu, Hertha BSC; và suất dự vòng loại thứ ba Europa League được chuyển sang cho đội đứng thứ bảy, SC Freiburg.

## Vòng play-off xuống hạng

### Lượt đi
| VfL Wolfsburg     | 1–0      | Eintracht Braunschweig |
| ----------------- | -------- | ---------------------- |
| Gómez 35' (ph.đ.) | Chi tiết |                        |

### Lượt về
| Eintracht Braunschweig | 0–1      | VfL Wolfsburg |
| ---------------------- | -------- | ------------- |
|                        | Chi tiết | Vieirinha 49' |

VfL Wolfsburg thắng với tổng tỷ số 2–0 và do đó cả hai câu lạc bộ ở lại hạng đấu tương ứng cho mùa giải 2017-18.